# Marsilea vestita
Marsilea vestita là một loài dương xỉ trong họ Marsileaceae. Loài này được Hook. & Grev. mô tả khoa học đầu tiên năm 1830.

## Hình ảnh

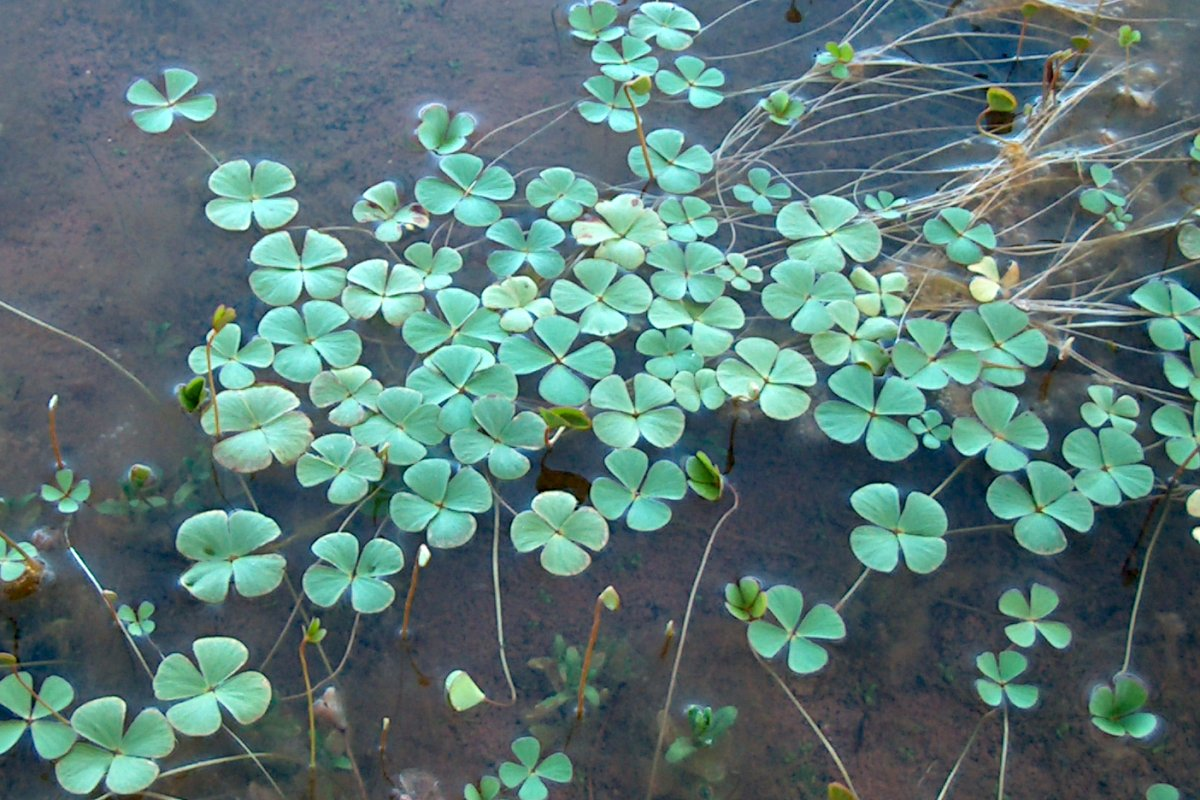
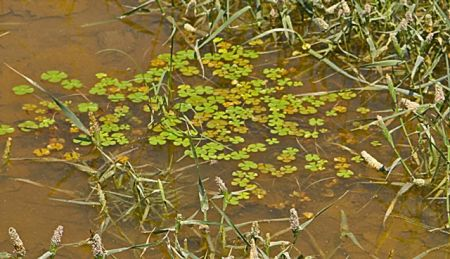